# Salins (Valais)
Salins (antiguamente en alemán Schalein) es una comuna suiza del cantón del Valais, situada en el distrito de Sion. Limita al norte con la comuna de Sion, al este y sur con Les Agettes, y al oeste con Veysonnaz y Nendaz.